# Stygimoloch
Genre
Espèce
« Stygimoloch » (Démon du Styx - rivière des enfers dans la mythologie grecque -) est un ancien genre éteint de dinosaures de la famille des Pachycephalosauridae ayant vécu en Amérique du Nord à la fin du Crétacé supérieur, au cours du Maastrichtien supérieur, soit il y a environ entre 69 et 66 Ma (millions d'années). 
Ce genre est considéré par certains paléontologues comme un jeune individu du genre Pachycephalosaurus en même temps que Dracorex. Mais le débat persiste toujours.

## Description

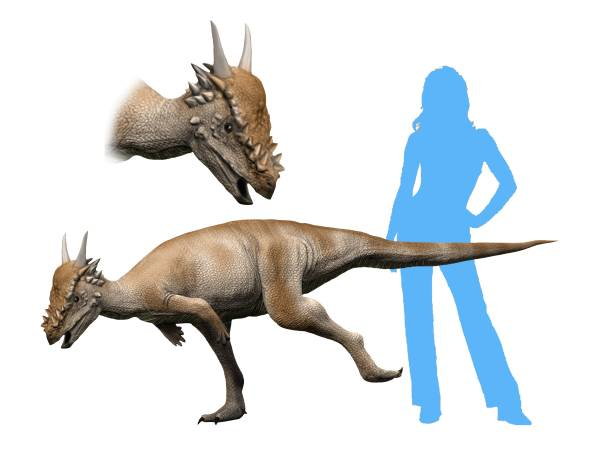
Dessin de « Stygimoloch » spinifer et comparaison de taille avec un humain.

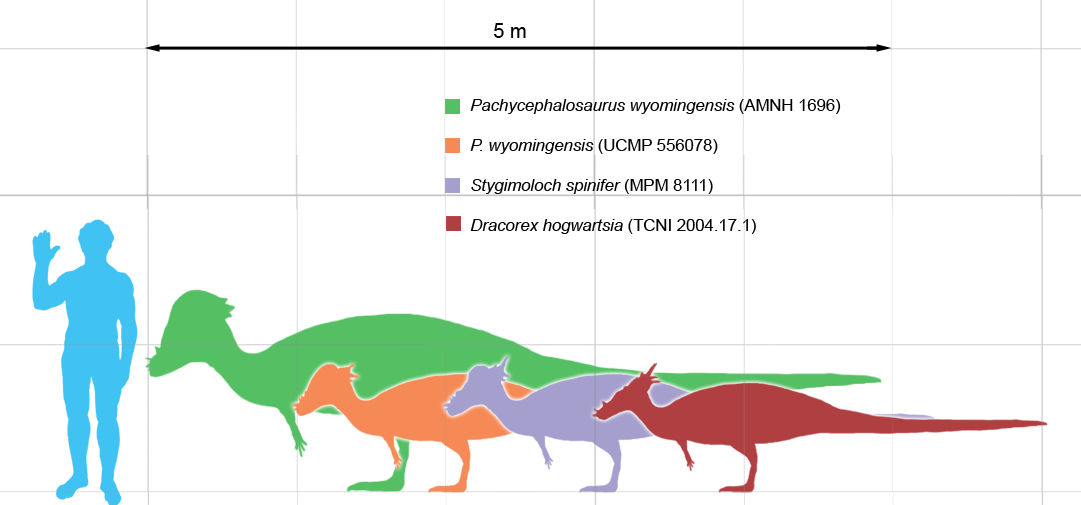
Comparaison de taille entre un adulte de P. wyomingensis (vert),
et différents autres stades de croissance supposés,
dont Dracorex en brun et Stygimoloch en mauve. Un humain donne l'échelle.

Ce dinosaure mesurait environ 3 mètres de long et arborait un crâne épais et plat orné de six grosses cornes qui recouvraient le rebord de sa tête. Ces cornes auraient pu servir à aider l'animal à reconnaître ses congénères et à se faire reconnaître de ces derniers ou à combattre et gagner les faveurs d'une femelle, mais uniquement à l'état adulte. Herbivore, il vivait en troupeaux pour se protéger des prédateurs de la trempe de Tyrannosaurus, Dromaeosaurus et Gorgosaurus. 

## Invalidation dugenre
Les genres « Stygimoloch » et Pachycephalosaurus sont réputés pour la très grande plasticité ontogénique de leurs crânes. Ils vivaient à la même époque et leurs fossiles ont été découverts sur les mêmes sites. « Stygimoloch » n'est connu que par des spécimens juvéniles, tandis que Pachycephalosaurus n'est représenté que par des adultes.
Erik Stokstad en 2007, puis Jack Horner en 2009, considèrent que « Stygimoloch » n'est peut-être qu'un jeune spécimen de Pachycephalosaurus. Les épines entourant le dôme du jeune « Stygimoloch » rétrécissent lors de la croissance de l'animal et deviennent des bosses osseuses, tandis que l'épais dôme osseux du sommet du crâne de Pachycephalosaurus, devenant adulte, croît,,.
En 2018, la découverte de crânes de juvéniles, attribués à Pachycephalosaurus dans deux lits à ossements différents de la formation de Hell Creek est présentée comme une confirmation de l'hypothèse d'une simple différence de stade de croissance entre les genres « Stygimoloch » et Pachycephalosaurus. Les fossiles décrits par David Evans, Mark Goodwin et leurs collègues montrent pour le genre supposé, un positionnement identique des bosses osseuses sur leurs crânes. Les caractéristiques présumées de « Stygimoloch » (ainsi que de « Dracorex ») ne sont en fait que des évolutions morphologiques qui s'inscrivent dans la courbe de croissance de Pachycephalosaurus.

## Dans la culture populaire
Bien que moins populaire que Pachycephalosaurus, Stygimoloch apparaît néanmoins dans plusieurs média et jeux :

### Cinéma
- Des Stygimoloch apparaissent dans le film Dinosaure (2000).
- Un Stygimoloch apparaît dans Jurassic World : Fallen Kingdom sous le nom de «Stiggy».

### Série
- Des Stygimoloch apparaissent dans la série Le Dino Train dans l'épisode "La vallée des Stygimoloch".

### Jeux vidéo
- Stygimoloch est l'un des dinosaures jouables du jeu Warparth: Jurassic Park.
- Stygimoloch apparaît dans le jeu Dino D-Day, il est jouable et porte une mitrailleuse sur son dos.
- Stygimoloch apparaît dans le jeu "The Stomping Land", en tant que monture.
- Stygimoloch est présent dans le jeu Ark Survival Evolved.
- Stygimoloch est disponible dans le jeu Jurassic World Evolution, via le DLC Fallen Kingdom.
- Stygimoloch apparaît dans Jurassic World the game,avec un state très élevé.
- Stygimolch est disponible dans le jeu Jurassic World Evolution 2